# Posse de Dilma Rousseff em 2011
Dilma Rousseff tomou posse a 1 de janeiro de 2011 como 36.ª presidente da República Federativa do Brasil, e como a primeira mulher a assumir o cargo no país. Em cerimônia iniciada às 14 horas (horário local), no plenário do Congresso Nacional, em Brasília. Ela foi empossada juntamente com o vice-presidente, Michel Temer. A cerimônia foi conduzida pelo então presidente do Senado Federal, José Sarney. A presidente eleita leu o compromisso oficial de "manter, defender e cumprir a Constituição, observar as leis, promover o bem geral do povo brasileiro, sustentar a união, a integridade e a independência do Brasil". O vice-presidente leu o mesmo termo de posse e, em seguida, foi ouvido o hino nacional na execução da banda dos fuzileiros navais.

## Planejamento

### Segurança

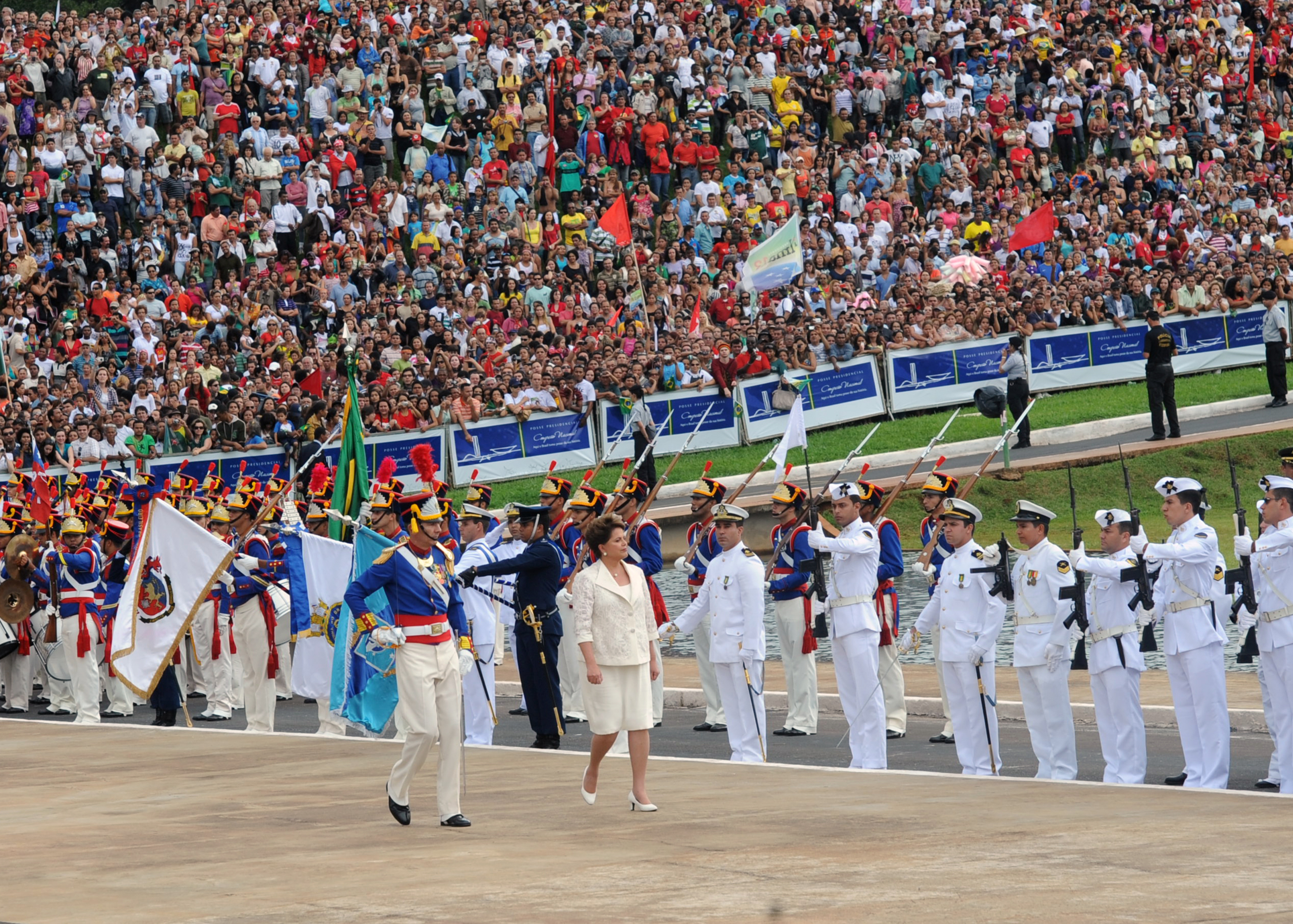
A presidente Dilma Rousseff passa em revista as tropas do Exército, Marinha e Aeronáutica, ato no qual é reconhecida como comandante-em-chefe das Forças Armadas do Brasil.

No evento da posse, no desfile no Rolls-Royce Silver Wraith oficial da presidência da república (em carro fechado, devido ao mau tempo) que segue da Catedral de Brasília ao Congresso Nacional, planejou-se que a segurança contaria com cerca de 2620 agentes da Polícia Militar, Polícia Civil, Polícia Federal e Polícia Rodoviária Federal. No Congresso, onde a posse foi realizada, mais de mil policiais e militares se encarregaram da segurança da presidente eleita e dos convidados. Desse total, 400 homens são soldados do Exército, da Marinha e da Força Aérea.

### Eventos programados
O dia da posse contou com apresentações ao vivo, na frente do Planalto, de cinco cantoras brasileiras: Elba Ramalho, Fernanda Takai, Mart'nália, Zélia Duncan, e Gaby Amarantos. Além disso, o Ministério da Cultura instalou tendas no gramado do Eixo Monumental para apresentações de cultura popular, e 25 grupos de cultura de todas as regiões do país fizeram apresentações durante a manhã e a tarde.

## Discurso de posse

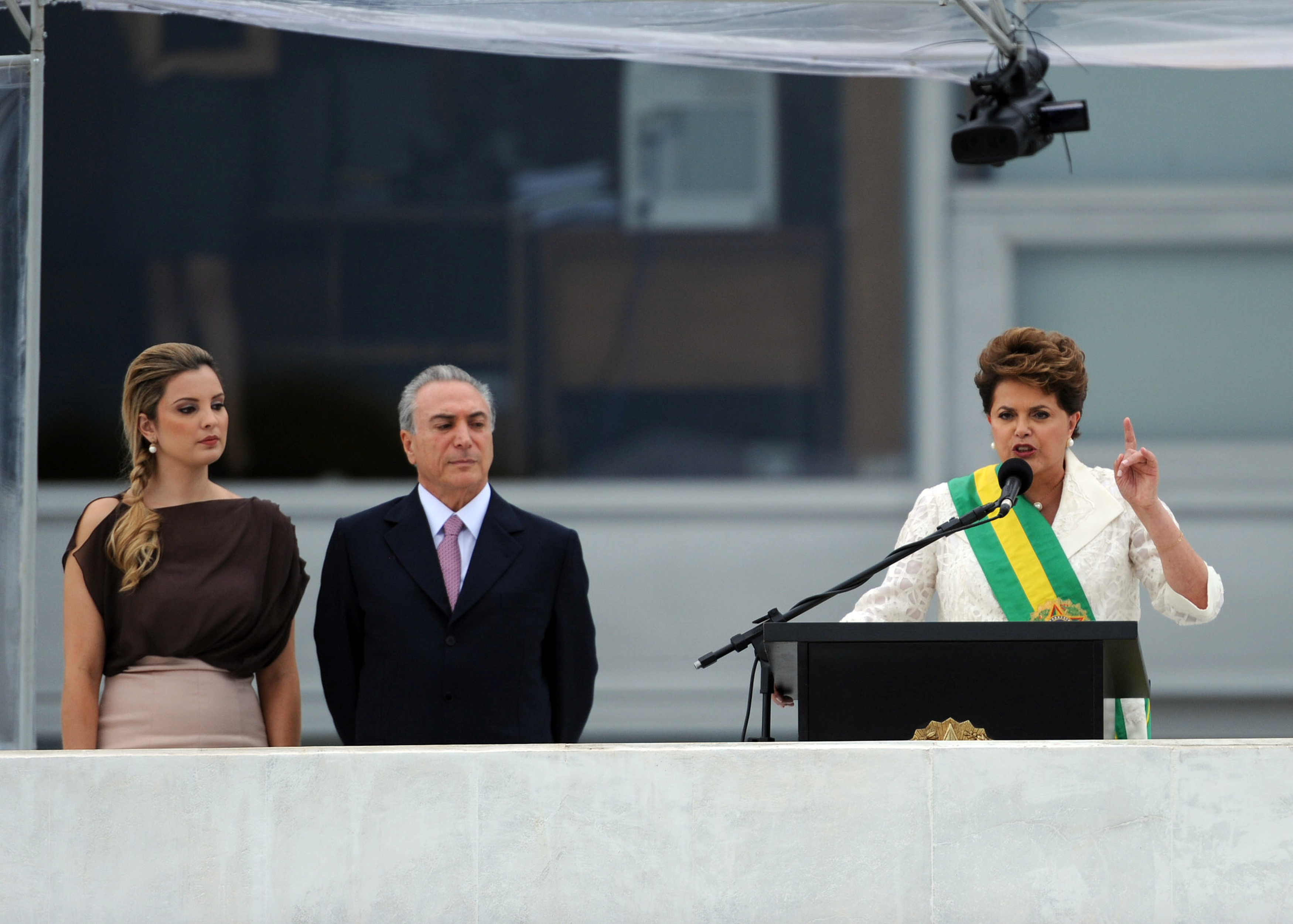
A presidente empossada Dilma Rousseff discursa ao povo no parlatório do Palácio do Planalto, ao lado do vice-presidente Michel Temer e da segunda-dama, Marcela Temer.

No seu discurso de posse, Dilma declarou seu compromisso de erradicar a miséria no Brasil e de criar oportunidades para todos. Ela também enfatizou a importância da eleição de uma mulher para o cargo e desejou que esse fato abrisse as portas para outras mulheres no futuro. Prosseguiu agradecendo ao ex-presidente Lula e fez menção especial a José Alencar, que não pôde comparecer à posse devido à internação hospitalar. Completou seu pronunciamento lembrando que ainda era preciso uma longa evolução do país nos aspectos político e econômico, ressaltando também a relevância do Brasil no cenário internacional.

## Transmissão televisiva

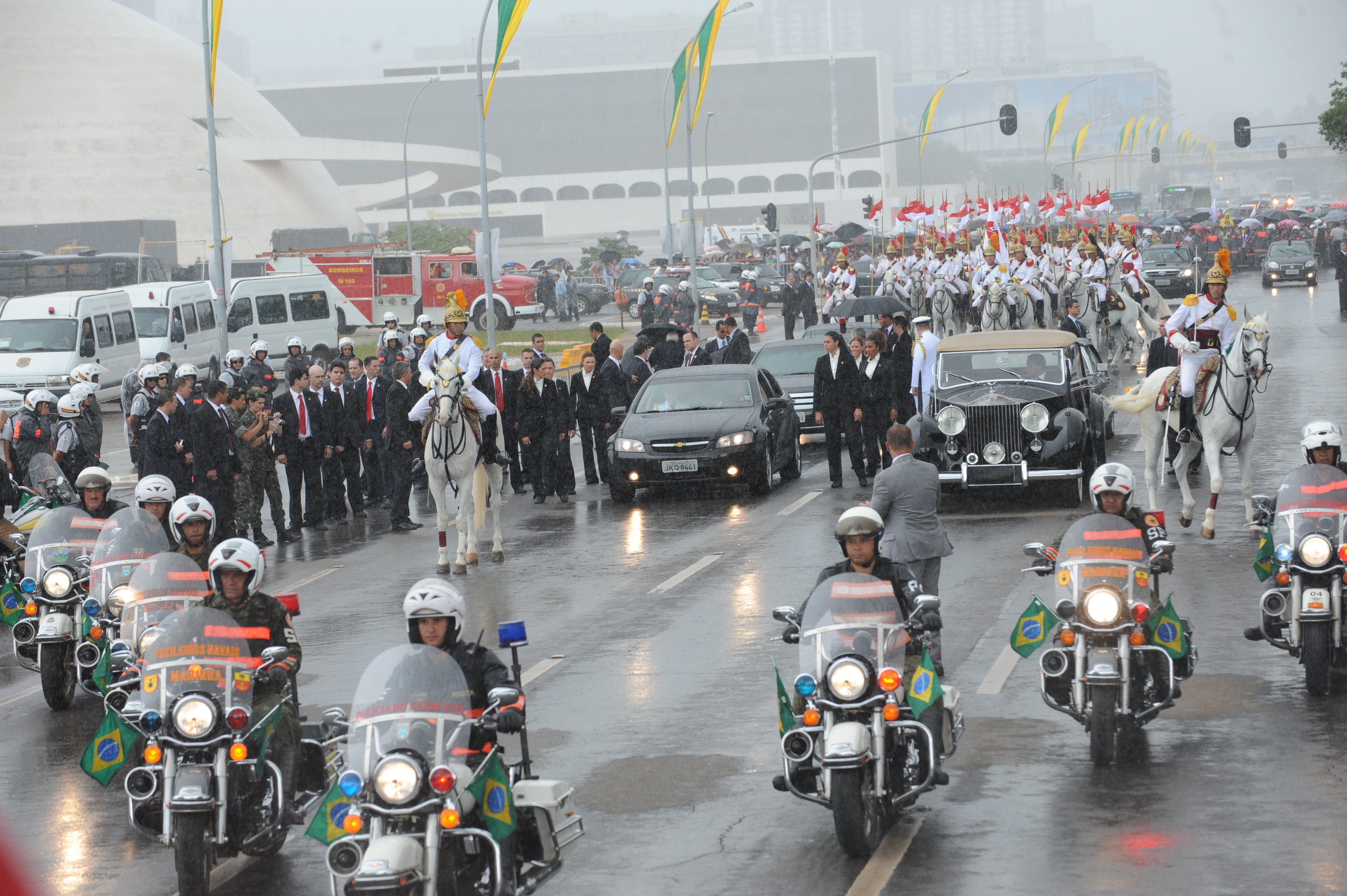
A presidente eleita, Dilma Rousseff, chega à Esplanada dos Ministérios para cerimônia de posse.

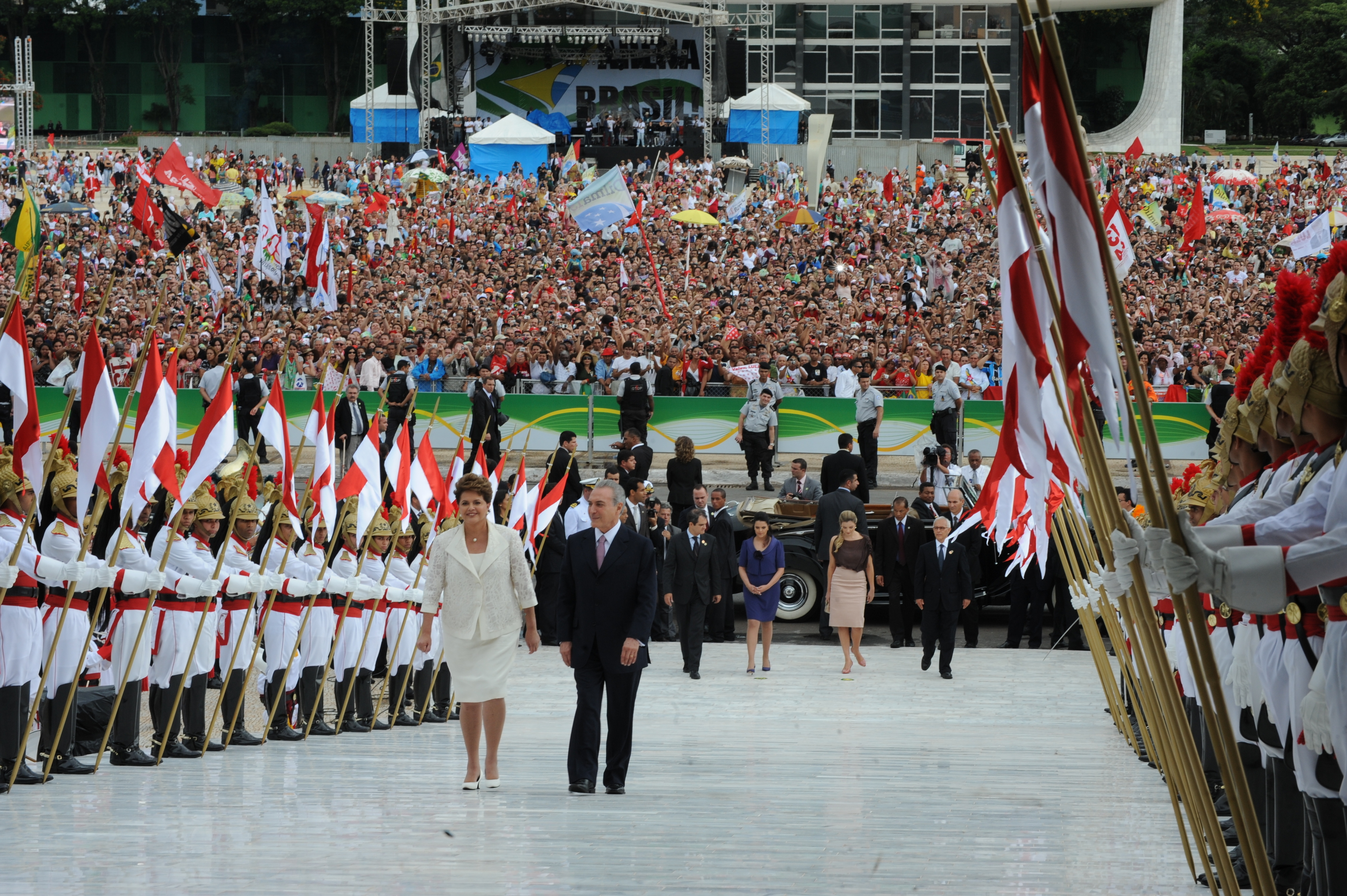
A presidente Dilma Rousseff e o vice Michel Temer sobem a rampa do Palácio do Planalto.

Um pool de imagens foi fornecido a todas as emissoras, com os passos do trajeto de Dilma e cenas em ambientes internos. O evento foi transmitido integralmente, ou pelo menos em flashes, por boa parte das emissoras brasileiras, como TV Globo, SBT, RecordTV, Band, TV Cultura, TV Gazeta, TV Brasil, RedeTV!, TV Canção Nova, GloboNews, NBR, TV Câmara, TV Senado, TV Justiça, Canal do Boi, BandNews, Boa Vontade TV (retransmitindo o sinal da TV Brasil), CNT, entre outras.
As principais emissoras de TV da Argentina também transmitiram ao vivo a cerimônia de posse de Dilma e do vice, Michel Temer. A cobertura destaca o fato de Dilma ser a primeira mulher presidente do Brasil e o elevado índice de popularidade do ex-presidente Luiz Inácio Lula da Silva. A posse também foi destaque de todos os sites de jornais.
A imprensa da Bulgária também veio ao país a fim de cobrir a cerimônia de posse da presidente Dilma Rousseff. O interesse está relacionado ao fato de o pai dela ter nascido naquele país e vindo para o Brasil.

### Cobertura de emissoras brasileiras
Todas as emissoras do Brasil apresentaram programação diferenciada em razão da posse.
A Rede Globo mobilizou 200 profissionais, incluiu câmeras exclusivas e apresentou 2 de seus telejornais diários diretamente de Brasília, o Jornal Hoje e o Jornal Nacional
A Rede Record promoveu alterações em sua grade para veicular todos os detalhes da chegada da primeira mulher ao cargo da presidência da República. A cobertura começou às 13h, se estendendo até às 18h30. Excepcionalmente neste dia, o Esporte Fantástico e o Cine Aventura não foram ao ar. Às 18h30, foi ao ar O Melhor do Brasil, que cessa sua transmissão às 23h45, tendo o Jornal da Record exibido em um grande intervalo de 20h às 20h30.
O SBT escalou Carlos Nascimento para ancorar o SBT Brasil de Brasília, em edição especial. Uma equipe de 60 pessoas da emissora estava a postos durante todo o dia para flashes ao vivo da cerimônia, o que acabou ganhando um maior foco de cobertura, que se estendeu durante boa parte da tarde, e não apenas nos flashes que eram esperados.
A Band pôs Ricardo Boechat, Joelmir Beting e Bóris Casoy em estúdio para comandar de São Paulo toda a cobertura, a cargo de Fábio Panunzio, em Brasília e, às 17h, com uma edição especial do Jornal da Band.
A RedeTV! escalou 30 profissionais em Brasília com o mesmo propósito e prevê breves interrupções na programação convencional, mais edição especial do RedeTV! News.
Na Gazeta, a ancoragem da cobertura cabe a Silvia Corrêa, com seis entradas ao vivo de 15 minutos cada, incluindo imagens das posses do governador Geraldo Alckmin e da presidente Dilma Rousseff.

#### Corte da Globo
Quando Dilma iria cumprimentar a cúpula da RecordTV entre eles o Bispo Macedo, a TV Globo cortou o sinal momentos antes e no horário preferiu colocar imagens de arquivos do Caldeirão do Huck. Já a GloboNews, que também faz parte do Grupo Globo, mostrou o começo da chegada de Edir e de Alexandre Raposo, presidente da Record, que foi nomeado como "agente do cerimonial", mas momentos depois a emissora de notícias cortou o link ao vivo quando o Bispo estava apertando a mão de Dilma para no lugar mostrar o avião que o até então presidente Lula iria usar para voltar para São Paulo. Segundo a direção da Globo, não foi a intenção de cortar de propósito a hora dos líderes da Record na posse da presidente e que o horário já estava previsto, bem como feito em 2002 de interromper as transmissões logo após o discurso no planalto.

## Presença de líderes mundiais

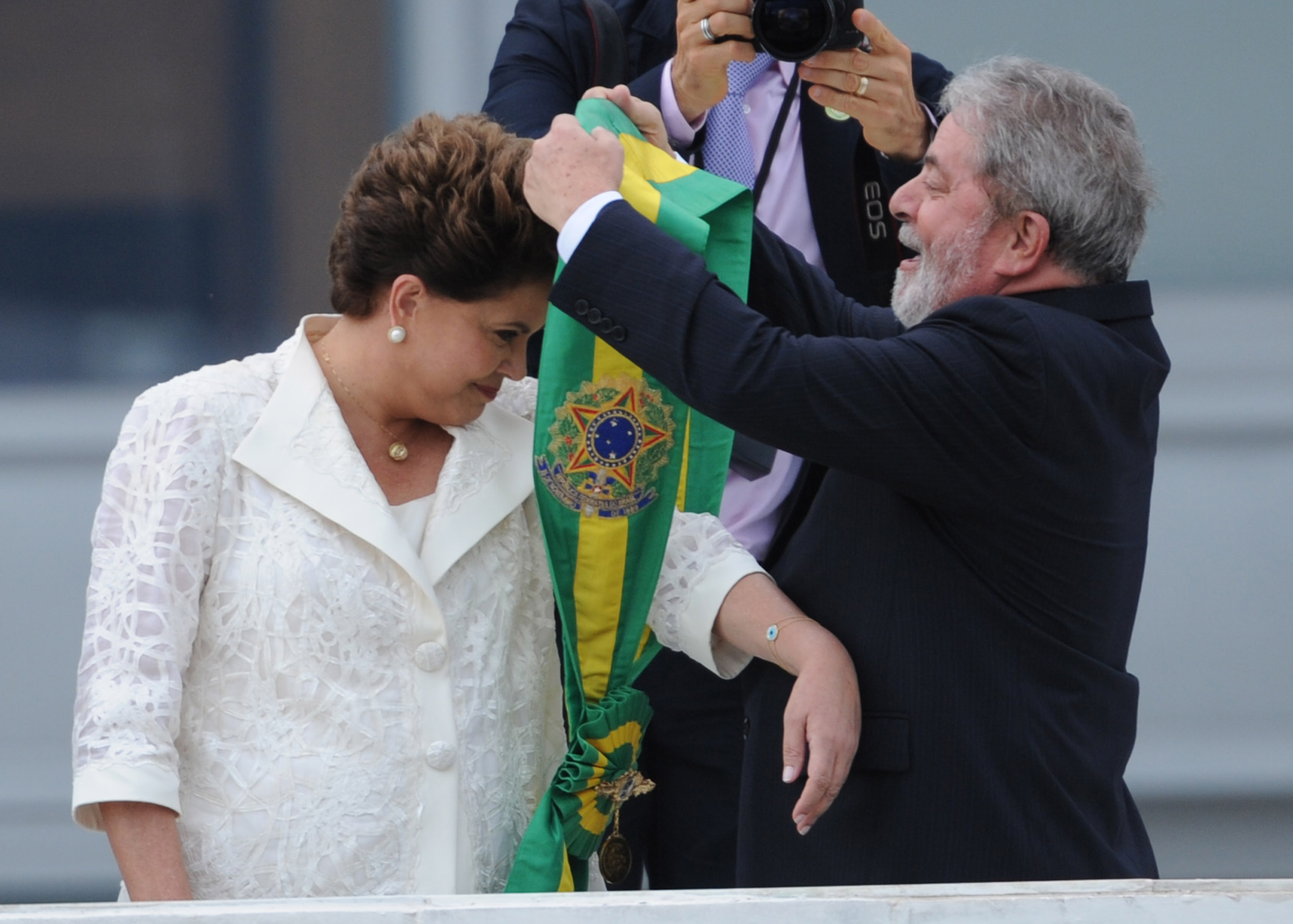
A presidente Dilma Rousseff recebe a faixa presidencial de Lula, no parlatório do Palácio do Planalto.

Ao todo, 47 líderes estrangeiros (destes, 23 são chefes de estado dos países) assistiram à posse de Dilma Rousseff. O único lider latino-americano que não foi convidado a participar da cerimônia foi o presidente de Honduras, Porfírio Lobo.
Algumas ausências foram notadas, como a do presidente da Bolívia, Evo Morales, que, embora tivesse confirmado presença, preferiu não deixar seu país, devido aos protestos da população contrária a algumas medidas econômicas por ele tomadas. A presidente da Argentina, Cristina Kirchner, avisou ao Itamaraty que não estaria presente, mas enviou o chanceler Héctor Timerman para representá-la. Nicolas Sarkozy, presidente da França, também não esteve na posse de Dilma Rousseff. Ele desmarcou o compromisso e resolveu mandar o Ministro da Defesa de seu país, Alain Juppé, em seu lugar, já que a França negociava a venda de caças para as forças armadas do Brasil.
As autoridades de outros países que estiveram na cerimônia de posse foram:
| América - Sebastián Piñera, presidente do Chile - Juan Manuel Santos, presidente da Colômbia - Laura Chinchilla Miranda, presidente de Costa Rica - José Ramón Machado, vice-presidente de Cuba - Gerrit Schotte, primeiro-ministro de Curaçau · (representando os Países Baixos e Luxemburgo) - Maurício Funes, presidente de El Salvador - Ricardo Patiño, ministro de Relações Exteriores do Equador - Hillary Clinton, secretária de Estado dos Estados Unidos - Álvaro Colom, presidente da Guatemala - Jean-Max Bellerive, primeiro-ministro do Haiti - Bruce Golding, primeiro-ministro da Jamaica - Fernando Lugo, presidente do Paraguai - Alan García, presidente do Peru - Desiré Bouterse, presidente do Suriname - José Mujica, presidente do Uruguai - Hugo Chávez, presidente da Venezuela | África - Moussa Dadis Camara, presidente da Guiné - Malam Bacai Sanhá, presidente de Guiné-Bissau - Abbas El Fassi, primeiro-ministro do Marrocos - Souleymane Ndéne Ndiaye, primeiro-ministro do Senegal Ásia - Kim Hwang-sik, primeiro-ministro da Coreia do Sul - Taro Aso, ex-primeiro-ministro do Japão - Mahmoud Abbas, presidente da Palestina - Hamad Al-Thani, Emir do Catar - Ratnasiri Wickremanayake, primeiro-ministro do Sri Lanka Europa - Edward Nalbandyan, ministro das Relações Exteriores da Armênia - Boyko Borisov, primeiro-ministro da Bulgária - Felipe de Borbón, príncipe herdeiro da Espanha) - Alain Juppé, ministro da Defesa da França - José Sócrates, primeiro-ministro de Portugal |

### Galeria dos convidados

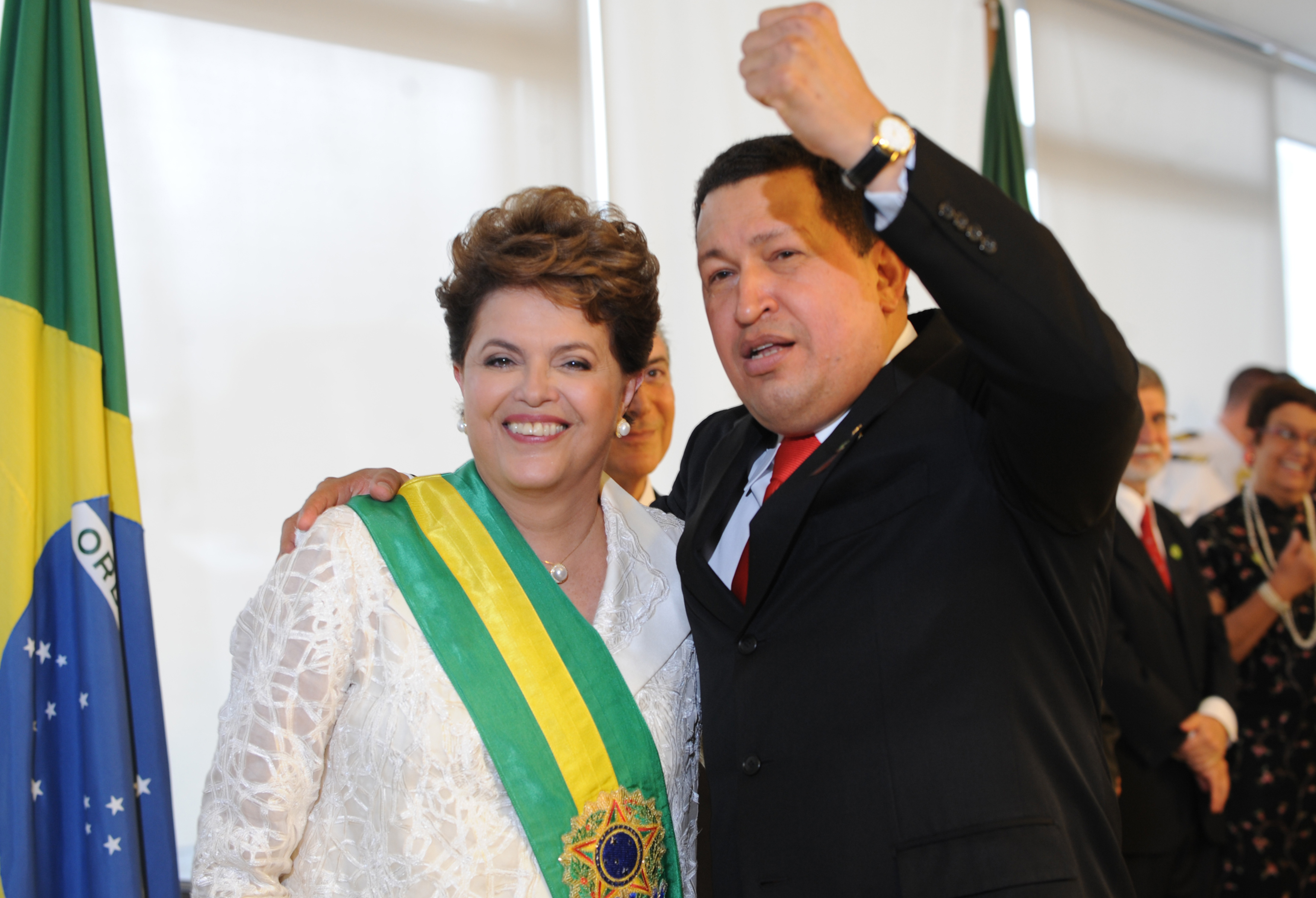
Rousseff e Hugo Chávez, presidente da Venezuela.
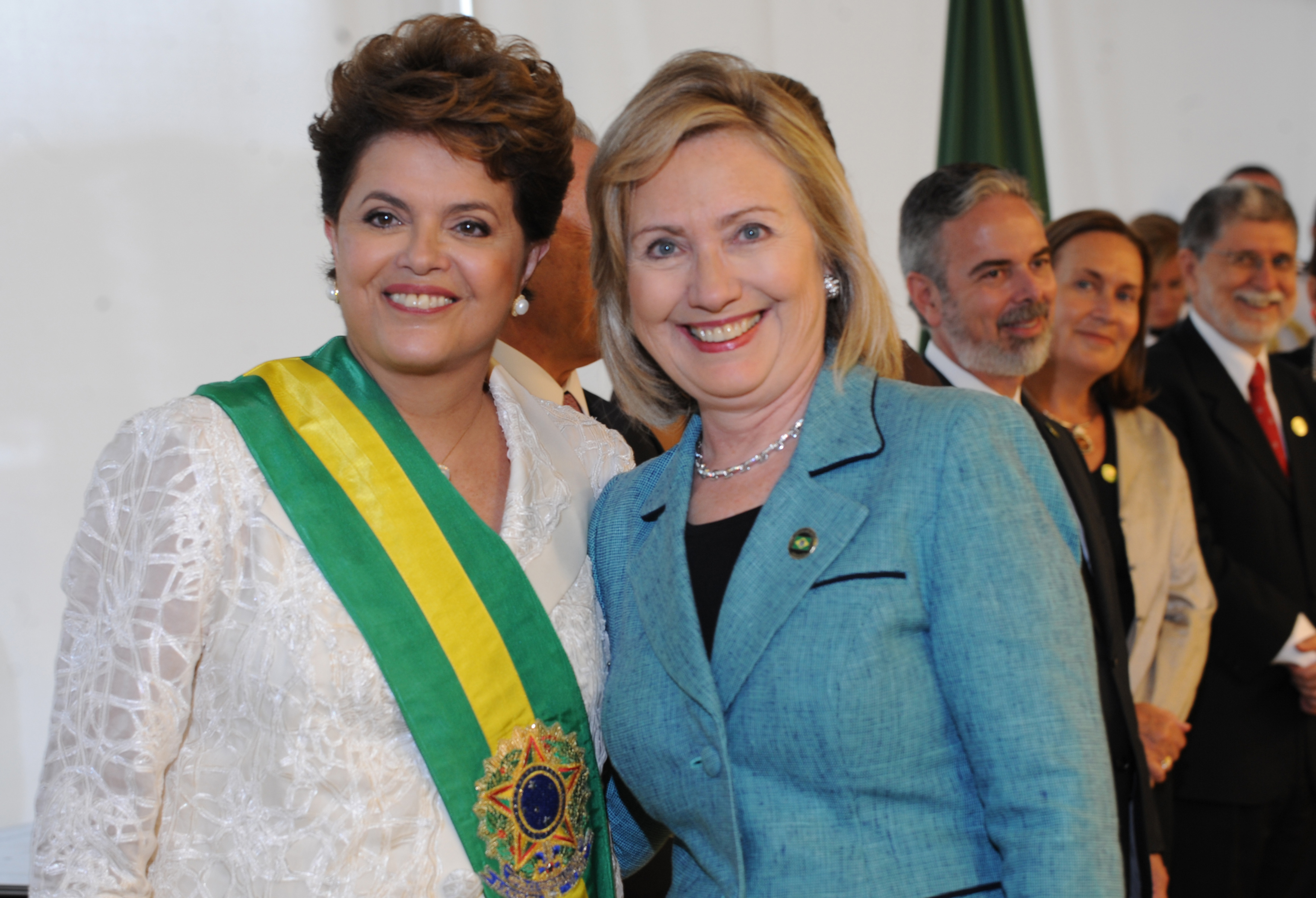
Rousseff e Hillary Clinton, secretária de Estado dos Estados Unidos.
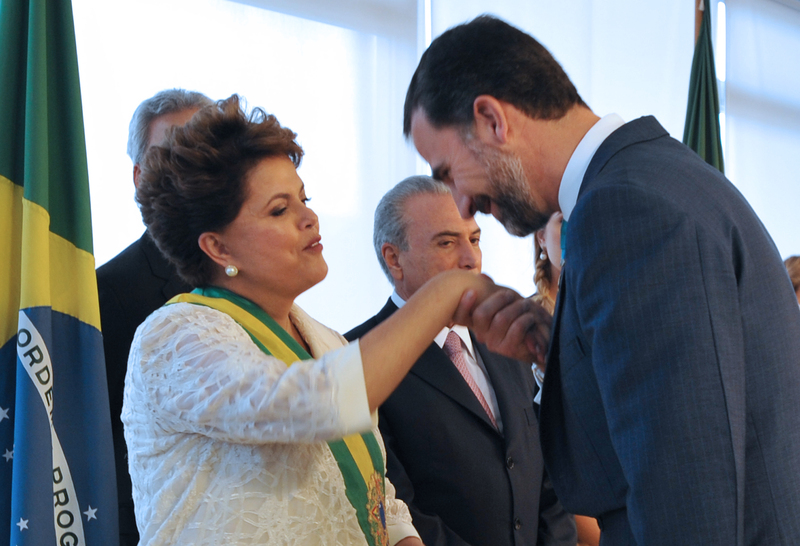
Felipe de Bourbon beija a mão da Presidente Dilma Rousseff.